# Dwight Thomas
Dwight Thomas, född den 23 september 1980, är en jamaicansk friidrottare som tävlar i kortdistanslöpning och häcklöpning.
Thomas genombrott kom när han vid VM för juniorer 1998 blev trea på 100 meter. Vid Olympiska sommarspelen 2000 blev han utslagen på 200 meter redan i försöken. Bättre gick det vid Samväldesspelen 2002 då han slutade fyra på 100 meter på tiden 10,15. 
Vid Olympiska sommarspelen 2004 blev han utslagen i semifinalen på 100 meter. Däremot gick han till final vid VM 2005 där han blev femma på tiden 10,09. Vid Olympiska sommarspelen 2008 deltog han i stafettlaget på 4 x 100 meter i försöken. Laget blev sedan guldmedaljörer.
Vid VM 2009 valde han att tävla på 110 meter häck. Han tog sig till finalen där han slutade på sjunde plats. Han ingick även i det jamaicanska stafettlaget på 4 x 100 meter som vann guld. 

## Personliga rekord
- 100 meter - 10,00
- 110 meter häck - 13,15